# William Searle Holdsworth
William Searle Holdsworth, född 7 maj 1871, död 2 januari 1944, var en brittisk rättslärd.
Holdsworth blev juris doktor 1904, var professor i statsrätt vid Londons universitet 1903-08, samt föreläsare i engelsk rätt i Oxford 1910-22, samt professor i engelsk rätt där från 1922. Han blev även King's Counsel 1920, adlades 1929 och juris hedersdoktor bland annat i Uppsala 1932. Holdsworth förenade djup lärdom och historisk skolning med praktisk juridisk utbildning, och var sin samtids främste rättshistoriker inom det engelskspråkiga området. Han har bland annat utgett History of English law (2:a utgåvan, 9 band, 1922-26), Law of succession, testementary and intestate (1899), samt Sources and literature of English law (1925).